# Futebol Clube Cesarense
O Futebol Clube Cesarense é um clube português sediado na vila e na freguesia de Cesar, Município de Oliveira de Azeméis, distrito de Aveiro.

## História
O Futebol Clube Cesarense foi fundado no primeiro dia de Janeiro do ano de 1932, por um grupo de jovens liderados por aquele que foi um dos fundadores deste clube de futebol e também o seu 1º presidente. Referimo-nos a uma importante personalidade da freguesia de Cesar e daquela época, o Sr. António Gomes Correia Júnior.
Desse grupo de jovens que estiveram envolvidos na fundação deste clube e que paralelamente foram atletas da 1ª equipa de futebol do FCC, infelizmente já poucos se encontram entre nós. Mas desses resistentes, podemos destacar um deles que é ainda no presente o sócio nº1 da Instituição. Referimo-nos ao Sr. Joaquim Silva (Neca), que com a bonita idade de 93 anos, não perde um jogo do seu Cesarense no estádio do Mergulhão.
A instituição Futebol Clube Cesarense ao longo dos anos cresceu na sua actividade desportiva e social e também nas suas infra-estruturas, com destaque para a construção de um complexo desportivo  onde se inclui o estádio do Mergulhão. Esse crescimento manteve o clube como o grande impulsionador da prática desportiva  na modalidade de futebol, a muitas crianças, adolescentes e jovens residentes na Vila de Cesar.
Por este clube passaram importantes personalidades,  nasceram e cimentaram-se fortes amizades, algumas das quais terão inclusive  potenciado Cesar noutras vertentes para além da desportiva e social. Diz quem sabe que parte da forte e importante componente Industrial de Cesar  teve origens no futebol desta nossa terra.
O Futebol clube Cesarense conta ao longo da sua existência com importantes títulos desportivos ao nível Distrital. A sua actividade desportiva e social também importantes, foram reconhecidas com  a atribuição de dois títulos institucionais. O de Sócio Honorário por parte da Associação de Futebol de Aveiro, associação em que está filiado e por parte do governo de Portugal, com a atribuição da medalha de mérito desportivo aquando das comemorações do seu 60º.aniversário. Os últimos reconhecimentos por bons serviços prestados, foram feitos nas comemorações oficiais do 75º aniversário, por parte da Associação de Futebol de Aveiro, Federação Portuguesa de Futebol, Junta de Freguesia da Vila de Cesar e Câmara Municipal de Oliveira de Azeméis.
O Futebol Clube Cesarense, conta com a importante ajuda dos seus sócios, tecido comercial e empresarial da Vila de Cesar e movimenta actualmente um numero aproximado de 200 atletas,  nos 7 escalões que tem em competição; benjamins, escolas, infantis, iniciados, juvenis, juniores e seniores.
Hoje com 77 anos de existência, continua a ser um clube prestigiado, com metas e objectivos bem definidos, gerido por gente jovem que lhe confere segurança e modernidade rumo ao futuro.
Em 2008/2009 foi campeão da I Divisão Distrital, tendo sido promovido à 3ª Divisão Nacional.

## Futebol

### Histórico (inclui 07/08)
|                   | Nº Presenças    | Títulos |
| ----------------- | --------------- | ------- |
| Temporadas na 1ª  | 0               |         |
| Temporadas na 2ª  | 0               |         |
| Temporadas na 2ªB | 0               |         |
| Temporadas na 3ª  | 7 (a confirmar) |         |
| Taça de Portugal  | -               |         |
| Taça da Liga      | 0               |         |

### Classificações
| Escalão          | 90/91 | 91/92 | 92/93 | 93/94 | 94/95 | 95/96 | 96/97 | 97/98 | 98/99 | 99/00 |
| ---------------- | ----- | ----- | ----- | ----- | ----- | ----- | ----- | ----- | ----- | ----- |
| Liga Sagres      | -     | -     | -     | -     | -     | -     | -     | -     | -     | -     |
| Liga Vitalis     | -     | -     | -     | -     | -     | -     | -     | -     | -     | -     |
| II Divisão       | -     | -     | -     | -     | -     | -     | -     | -     | -     | -     |
| III Divisão      | -     | -     | -     | -     | -     | -     | -     | 10º   | 4º    | 8º    |
| 1º Escalão Dist. | 5°    | -     | -     | -     | -     | -     | 1°    | -     | -     | -     |
| 2º Escalão Dist. | -     | -     | -     | -     | -     | -     | -     | -     | -     | -     |
| 3º Escalão Dist. | -     | -     | -     | -     | -     | -     | -     | -     | -     | -     |

| Escalão          | 00/01 | 01/02 | 02/03 | 03/04 | 04/05 | 05/06 | 06/07 | 07/08 | 08/09 | 09/10 |
| ---------------- | ----- | ----- | ----- | ----- | ----- | ----- | ----- | ----- | ----- | ----- |
| Liga Sagres      | -     | -     | -     | -     | -     | -     | -     | -     | -     | -     |
| Liga Vitalis     | -     | -     | -     | -     | -     | -     | -     | -     | -     | -     |
| II Divisão       | -     | -     | -     | -     | -     | -     | -     | -     | -     | -     |
| III Divisão      | 3°    | 7°    | 5°    | 3°    | 3°    | 11°   | -     | -     | -     | 6°/2° |
| 1º Escalão Dist. | -     | -     | -     | -     | -     | -     | 2°    | 2°    | 1°    | -     |
| 2º Escalão Dist. | -     | -     | -     | -     | -     | -     | -     | -     | -     | -     |
| 3º Escalão Dist. | -     | -     | -     | -     | -     | -     | -     | -     | -     | -     |

| Escalão      | 10/11 | 11/12 |
| ------------ | ----- | ----- |
| Liga Sagres  | -     | -     |
| Liga Vitalis | -     | -     |
| II Divisão   | -     | -     |
| III Divisão  | -     | 1°/1° |

### Palmarés
- Campeão da 2ª divisão distrital: 1957-1958, 1971-1972 e 1972-1973
- Campeão distrital da 1ª divisão distrital de Aveiro: 1982-1983, 1984-1985, 2008-2009